# Rafael Lisboa
Rafael Lisboa (Oeiras; 27 de noviembre de 1999) es un baloncestista portugués que pertenece a la plantilla del Club Ourense Baloncesto de la Liga LEB Oro. Con 1,83 metros de estatura, juega en la posición de base.
Es hijo del mejor baloncestista portugués de siempre, Carlos Lisboa.

## Trayectoria deportiva
Nacido en Oeiras, Lisboa se formó en las categorías inferiores de Benfica, club al que llegó en 2009.
En la temporada 2018-19, llegaría a debutar disputando un partido de la Liga Portuguesa de Basquetebol. Más tarde, desde 2019 a 2021 disputaría dos temporadas más de la Liga Portuguesa de Basquetebol, participando también en competición europea (Copa Europea de la FIBA y Basketball Champions League). 
El 2 de junio de 2021, tras más de 10 temporadas en las diferentes categorías del Benfica, abandona el club lisboeta para firmar con el Spirou Charleroi de BNXT League, en el que jugaría durante dos temporadas.
El 31 de julio de 2023, firma por el Grupo Alega Cantabria de la Liga LEB Oro.
El 3 de julio de 2024, firma por el Club Ourense Baloncesto de la Liga LEB Oro.

### Selección nacional
En 2020 hace su debut internacional con la Selección de baloncesto de Portugal. En 2019, formaría parte de la generación campeona de Europa U20 división B, siendo nombrado MVP del torneo.